# Кийск, Кальё Карлович
Ка́льё Ка́рлович Кийск (эст. Kaljo Kiisk; 3 декабря 1925, д. Вайвина, волость Вока, уезд Вирумаа, Эстония — 20 сентября 2007, Таллин, Эстония) — советский и эстонский актёр, кинорежиссёр, сценарист и политик. Народный артист Эстонской ССР (1980).

## Биография

Монумент Кальё Кийску в Йыхви

Его родители — Эльза и Карл Кийск. Отец сначала работал мельником, затем получил место начальника отдела на шведской сланцеперегонной фабрике в Силламяэ. Семья первоначально жила в Йыхви, где К.Кийск пошёл в школу и окончил два класса начальной школы, а потом в Силламяэ.  Одноклассник Калье Лембит Веэво стал позднее композитором, написал музыку к некоторым фильмам Кийска, например, «Лесные фиалки» и «Сойти на берег».
В 1944 году служил в 20-й Эстонской добровольческой дивизии Ваффен-СС, и в качестве бойца части зенитной артиллерии принял участие в боях с частями Красной Армии под Синимяэ (Нарвская операция).
В 1946 году окончил среднюю школу № 1 города Раквере (Эстонская ССР).
В 1946—1947 годах учился в Таллинском политехническом институте на кафедре подземной разработки месторождений полезных ископаемых. Затем до 1949 года учился в Эстонском государственном театральном институте, после чего перешёл на режиссёрский факультет ГИТИСа (курс Марии Кнебель), который окончил в 1953 году.
В 1953—1955 годах режиссёр Таллинского драматического театра им. В. Кингисеппа. Он поставил спектакль по роману эстонского классика Оскара Лутса «Весна», который шёл несколько сезонов с неизменным успехом. Сам Кийск играл в нём одну из главных ролей. Стал постановщиком ещё одной пьесы «Дом на окраине». Одновременно Кальё Кийск преподавал в актёрской студии, работающей при театре.
Затем вплоть до 1990 года режиссёр-постановщик киностудии «Таллинфильм». Одновременно в 1962—1987 годах был первым секретарем правления Союза кинематографистов Эстонии.
В 1965 году по требованию партийного руководства Эстонии вступил в КПСС, умолчав о своём военном прошлом. Согласно позднейшим воспоминаниям, он рассказал об этом члену партийного бюро «Таллинфильма» Пеэтеру Кюннапу, который велел Кийску забыть об этом разговоре и на следующий же день подать заявление о приёме в партию.
Умер в Таллине 20 сентября 2007 года.

## Семья
- Жена (с 1947 г.) — Зинаида Александровна Иванова, его однокурсница, уроженка Раквере.
  - Дочь — Рийна (род. 1948). Её муж — Юхан Вийдинг, эстонский поэт.
    - Внучка — Эло Вийдинг, поэтесса.

## Политическая деятельность
Избирался депутатом Верховного Совета Эстонской ССР 10-го (1980—1985) и 11-го (1985—1990) созывов. В 1985—1990 годы был членом Президиума Верховного совета Эстонской ССР, одновременно в 1986—1990 гг. член Центрального комитета Коммунистической партия Эстонии.
В 1989—1991 гг. депутат Съезда народных депутатов СССР.
В 1995 и 1999 годах избирался депутатом Парламента Эстонии (Рийгикогу), где представлял Партию Реформ.
В 2003 году, на момент прекращения исполнения своих депутатских полномочий, Кийск стал старейшим в истории членом Парламента Эстонии.

## Премии, награды и звания
- Заслуженный деятель искусств Эстонской ССР (1965).
- Народный артист Эстонской ССР (1980).
- Государственная премия Эстонской ССР (1985).
- «За заслуги всей жизни» (1995).
- Орден Белой звезды III класса (2001)

## Фильмография

### Актёр
- 1955 — Счастье Андруса — Тедер
- 1955 — Яхты в море — Хейно
- 1961 — Парни одной деревни — Райм
- 1966 — Письма с острова Чудаков — рыбак
- 1966 — Что случилось с Андресом Лапетеусом? — Паювийдик
- 1967 — Враг респектабельного общества — эпизод
- 1969 — Весна — Кристьян Либле
- 1970 — Украли Старого Тоомаса — Старый Тоомас
- 1974 — Красная скрипка — командир
- 1974 — Необычный случай — опытный следователь
- 1975 — Школа господина Мауруса — Войтинский
- 1976 — Лето — Кристьян Либле
- 1976 — Моя жена — бабушка — близкий друг
- 1976 — Смерть под парусом — сержант Берелл
- 1980 — Лесные фиалки — эпизод
- 1982 — Арабелла — дочь пирата — пожарный
- 1984 — Две пары и одиночество — Джон Перри
- 1985 — Обездоленные — Пэк-Рётсепп
- 1986 — Через сто лет в мае — следователь
- 1987 — Танцы вокруг парового котла — Таавет Алилуйк в старости
- 1987 — Вернанда (к/м) — резвый пожилой джентльмен
- 1989 — Подъём
- 1989 — Наизнанку — Тамм
- 1990 — Осень — Кристьян Либле
- 1990 — Ревизор
- 1991 — Улица мира — Эуген
- 1991 — Человек как море — Тоомас Симмо
- 1993 — Серый свет ноября — менеджер отеля
- 1993 — 2013 — Счастливая улица, 13 — Йоханес Саарепера
- 1994 — Американские горки — Альберт
- 1994 — Юри Румм
- 1995 — Гимназисты Викмана — господин Веселер
- 1995 — Я устал ненавидеть — плотник
- 1996 — Письма с востока — старик-фермер
- 1996 — Скрипка Ротшильда — Ле Виолон де Ротшильд
- 2004 — Было то, что было — камео
- 2006 — Визит старой дамы — доктор
- 2006 — Заложник — старик

### Режиссёр
- 1957 — Июньские дни
- 1959 — Озорные повороты
- 1961 — Опасные повороты
- 1962 — Ледоход
- 1963 — Оглянись в пути
- 1965 — Им было восемнадцать
- 1967 — Полуденный паром
- 1968 — Безумие
- 1970 — Берег ветров
- 1972 — Сойти на берег
- 1974 — Красная скрипка
- 1977 — Цену смерти спроси у мёртвых
- 1980 — Лесные фиалки
- 1983 — Искатель приключений
- 1986 — Через сто лет в мае
- 1990 — Регина
- 1993 — Суфлёр

### Сценарист
- 1969 — Весна
- 1972 — Сойти на берег
- 1974 — Красная скрипка